# In Amerika
"In Amerika" é o terceiro álbum ao vivo da banda alemã Rammstein. Ele documenta o show esgotado que a banda realizou no Madison Square Garden, em Nova York nos Estados Unidos, em 11 de dezembro de 2010, juntamente com as imagens gravadas no Palacio de los Deportes, na Cidade do México, nos dias 6 e 7 de dezembro de 2010 e no Bell Centre em Montreal, Quebec no Canadá, em 9 de dezembro de 2010. Também contém dois documentários, sobre a história da banda até suas passagens pelas américas, e a produção do álbum "Liebe ist für alle da".  Foi lançado mundialmente em 25 de setembro de 2015.

## Conteúdo
No primeiro disco, a maior parte do show foi gravado na frente de 18 mil fãs no Madison Square Garden, em Nova York, em 11 de dezembro de 2010. Os créditos mencionam que algumas das gravações são de dois shows na Cidade do México em 6 e 7 de dezembro e em Montreal em 9 de dezembro. Isso também pode ser determinado por diferentes designs de interiores, barreiras e posições de câmera. Também são frequentemente visíveis camisetas em francês da equipe de segurança e bandeiras de Quebéc na audiência.
O segundo disco contém o documentário "Rammstein in Amerika", que inclui inúmeras entrevistas dos membros da banda, bem como participações de artistas dos EUA, como Kiefer Sutherland, Marilyn Manson, Chad Smith (do Red Hot Chili Peppers), Moby, CJ Ramone, Steven Tyler (do Aerosmith), Iggy Pop, Gene Simmons e Paul Stanley do KISS, Wes Borland (do Limp Bizkit)  Scott Ian (do Anthrax), Jonathan Davis e Munky Shaffer (do Korn), Shawn Crahan (do Slipknot), John Dolmayan e Shavo Odadjian (do System of a Down). Ainda inclui o making of do álbum "Liebe ist für alle da", que foi gravado pelo guitarrista Paul Landers.
Antes do lançamento do álbum, gravações ao vivo das músicas "Rammlied", "Ich tu dir weh", "Engel" e "Benzin" foram lançadas no canal do YouTube da banda.

## Faixas
| Disco 1 |                                  |         |  |
| N.º     | Título                           | Duração |  |
| 1.      | "Intro"                          | 2:30    |  |
| 2.      | "Rammlied"                       | 4:56    |  |
| 3.      | "B********" (Bückstabü)          | 4:17    |  |
| 4.      | "Waidmanns heil"                 | 3:59    |  |
| 5.      | "Keine Lust"                     | 3:55    |  |
| 6.      | "Weisses Fleisch"                | 4:48    |  |
| 7.      | "Feuer frei!"                    | 3:36    |  |
| 8.      | "Wiener blut"                    | 6:04    |  |
| 9.      | "Frühling in Paris"              | 6:02    |  |
| 10.     | "Ich tu dir weh"                 | 6:41    |  |
| 11.     | "Du riechst so gut"              | 5:04    |  |
| 12.     | "Benzin"                         | 4:45    |  |
| 13.     | "Links 2-3-4"                    | 4:54    |  |
| 14.     | "Du hast"                        | 4:14    |  |
| 15.     | "Pussy"                          | 8:51    |  |
| 16.     | "Sonne"                          | 5:02    |  |
| 17.     | "Haifisch"                       | 6:15    |  |
| 18.     | "Ich will"                       | 4:10    |  |
| 19.     | "Engel"                          | 7:39    |  |
| 20.     | "Outro: Klavier" (Piano Version) | 4:03    |  |

| Disco 2 |                                       |         |  |
| N.º     | Título                                | Duração |  |
| 1.      | "Rammstein in Amerika" (Documentário) | 122:24  |  |
| 2.      | "Making of Liebe ist für alle da"     | 21:21   |  |

## Desempenho nas paradas
| Paradas                               | Posição |
| ------------------------------------- | ------- |
| Alemanha (Offizielle Deutsche Charts) | 1       |
| Áustria (Ö3 Austria Top 40)           | 1       |
| Estados Unidos (Billboard 200)        | 1       |
| Bélgica (Ultratop Flandres)           | 1       |
| Finlândia (Suomen virallinen lista)   | 1       |
| França (SNEP)                         | 1       |
| Noruega (VG-lista)                    | 1       |
| Países Baixos (Dutch Charts)          | 2       |
| Suíça (Schweizer Hitparade)           | 1       |
| Suécia (Sverigetopplistan)            | 1       |